# Абсолютна відвертість (Пікар)
Абсолютна відвертість (Absolute Candor) — четвертий епізод першого сезону американського телевізійного серіалу «Зоряний шлях: Пікар». Сценарій епізоду написав Джеймс Дафф, режисування Джонатана Фрейкса. Перший показ відбувся 13 лютого 2020 року.

## Зміст
Пікар просить Ріоса зробити підліт до планети Вашті в Бета-квадранті, куди він допомагав переселяти ромуланських біженців перед нападом на Марс. Тоді Пікар подружився з хлопчиком на ім'я Елнор — він перебував на опікуванні у сестер «Коват Мілат». Хлопчик марив Пікаром і адмірал привіз йому «Три мушкетери». Жан-Люк пообіцяв повернутися за хлопчиком. Адмірал і хлопчик читають роман і фехтують на шпагах. Але Пікар покинув хлопця після того, як андроїди атакували Марс і він звільнився із Зоряного флоту.
Тоді Елнора виховували сестри Коват Мілат, черниці-воїни, які дали клятву абсолютної відвертості. Раффі шпетить Пікара за ідею залетіти на планету Вашті. Ріос повідомляє — колишній ромуланський бойовий командир знайшов «Хижого Птаха» і тероризує прилеглий космос. Окрім того — на Вашті базується ромуланський Рух за відродження. «Ла-Серена» прибуває на орбіту Вашті. Раффі намагається підробити код доступу на планету.
Жан-Люк телепортується на поверхню планети. Соджі на Кубі працює через борг-підключення з Рамдою — яка хотіла покінчити життя самогубством. Соджі підозрює Нарека зо він із «Тал Шаар» — і відкрито йому про це заявляє. Він обіцяє допомогти в її пощуках. Та продовжує закохувати її в себе. І раптово виставляє дещицю знань — це виводить Соджі з рівноваги.
Пікар просить Елнора приєднатися до його команди. Елнор спочатку відмовляється, але змінює рішення, коли на Пікара нападають ромуланці, які обурюються за те, що Зоряний флот відмовився від евакуації. Пікар і Елнор прямують до «Ла-Серени», де Ріос і Раффі борються з кораблем «Кар-Кантар» — старим Бойовим Птахом.
Таємничий корабель допомагає «La Sirena» виграти бійку, але під час цього пошкоджується. Вони телепортують пілота, колишню борґ Сім-з-дев'яти, до «Ла-Серени». На Артефакті Соджі намагається дізнатися більше про ромуланців, які були асимільовані утворенням, і пророкованого їм «руйнівника». Нарек пропонує їй отримати інформацію про ромуланців, але вони сваряться, коли він висловлює сумніви щодо минулого Соджі. Нарісса дає Нареку тиждень, щоб отримати інформацію про інших синтетів від Соджі. з ними так далеко як буде треба.
Друже прошу тебе — обери життя

## Створення
Музичну тему до серіалу написав Джефф Руссо

## Сприйняття та відгуки
В огляді «StarTrek.com» зазначалося: «Епізод завершується досить вражаючою битвою між старим ромуланським „Хижим птахом“ і охоронною мережею Вашті, які ледь не перемагають капітана Ріоса. Доки їм на допомогу не приходить несподіваний союзник — ніхто інший, як Сьома-з-Дев'яти. З того, як Жан-Люк вітається з нею, зрозуміло — вони вже зустрічалися, але як? Чому? А що вона робить у Вашті? Чи знає вона про проєкт рекультивації на борту куба Борг? Чи є тут більший зв'язок? Її приголомшливий і драматичний вступ викликає лише запитання. Але це неймовірно бути разом з ними.»
«Den of Geek»: «Загалом „Абсолютна відвертість“ є найшвидшим і найплавнішим рухом цього серіалу, яке ми бачили з від пілотної версії. І це навіть цікавіше, оскільки епізод витрачає чимало часу на повернення в минуле. Тим не менш, під час цього процесу ми дізнаємося більше про дотичність Пікара з ромуланською кризою біженців. Про те, як він звільнився, і коли звільнився із Зоряного Флоту. І ми отримуємо нового члена екіпажу для його команди, яка уже має складні і значущі відносини з Жаном-Люком. І все закінчується найкрутішим поверненням персонажа в серії: Сьома-з-дев'яти, яка вривається, щоб врятувати Пікара та його товаришів від таємничого ромуланського „Хижого птаха“. Добре, що ти повернулася, подруго.»
«Tor.com»: «І ось Жан-Люк Пікар нарешті покинув Землю, тож тепер можна почати дію, чи не так? Пікар робить зупинку по дорозі до Фріклауда (на роздратування Музікер), і ми отримуємо ще більше передісторії та експозиції. А також принаймні трохи дії, та пару кумедних зворотних штрихі до оригінальної серії. Зважаючи на це, ми отримали більше культурних подробиць про ромуланців у чотирьох епізодах „Пікара“, ніж у всіх попередніх телевізійних шоу та фільмах за 53 роки.»
«TV Tropes» здійснює детальний розбір аналогій, неспівпадінь та недоречностей епізоду.
Лорі Ольстер з «TrekMovie.com» зазначено: «Цей тиждень був здебільшого присвячений підготовці до зустрічі Елнора… та сюрпризу! Сьома-з-Дев'яти. Хоча це був не найцікавіщий епізод, у ньому все ж було кілька чудових діалогів, ще одна весела голограма Ріоса, гарні моменти характерів для Пікара та Джураті. трохи більше про те, чому ромуланці так бояться Соджі.»
«IGN»: «У 4 епізоді „Абсолютна відвертість“ адмірал у відставці нарешті покинув Землю, і серіал трохи прискорив темп. Незважаючи на те, що час від часу він все ще загрузає у купах попередніх історій й пояснень, цей сегмент має переваги від кількох різних речей. Включаючи основну частину команди Пікара, яка нарешті виступає на екрані разом, і весело відбивається один від одного. Дивовижне круте закінчення і завжди найкраща режисура самого ветерана-треккера Джонатана Фрейкса.»
На сайті «IMDb» станом на липень 2023 року епізод отримав 7.2 з 10 зірок схвалення при 5000 голосах.

## Знімались
| Актор            | Роль                         |
| ---------------- | ---------------------------- |
| Патрік Стюарт    | Жан-Люк Пікар                |
| Елісон Пілл      | Агнес Джураті                |
| Іза Бріонес      | Дадж                         |
| Еван Евагора     | Елнор                        |
| Мішель Герд      | Раффі Музікер                |
| Сантьяго Кабрера | Крістобаль Ріос              |
| Гаррі Тредевей   | Нарек                        |
| Джері Раян       | Сьома-з-Дев'яти              |
| Пейтон Ліст      | Нарісса Різзо                |
| Аміра Ванн       | Зані                         |
| Ребекка Вайсокі  | Рамда                        |
| Іан Нанні        | молодий Елнор                |
| Еван Парк        | Темкен                       |
| Ерік Альварес    | Бідран                       |
| Хайме Барселон   | офіціант                     |
| Кей Бесс         | голос комп'ютера "Ла-Серени" |
| Донні Боаз       | Скантал                      |
| Девід Четтем     | другий наглядач              |